# Список Героев Советского Союза (Убийвовк — Ущев)
В настоящем списке представлены в алфавитном порядке все Герои Советского Союза, чьи фамилии начинаются с буквы «У» (всего 127 человек). Список содержит даты Указов Президиума Верховного Совета СССР о присвоении звания, информацию о роде войск, должности и воинском звании Героев на дату представления к присвоению звания Героя Советского Союза, годах их жизни.
- Серым цветом  в таблицах выделены Герои, представленные к званию посмертно.

| № п/п | Фамилия Имя Отчество                                                                 | Дата Указа | Род войск    | Должность | Звание                            | Годы жизни                     | БС ГС НЛ                        |
| ----- | ------------------------------------------------------------------------------------ | ---------- | ------------ | --- | --------------------------------- | ------------------------------ | ------------------------------- |
| 1     | Убийвовк Елена Константиновна укр. Убийвовк Олена Костянтинівна                      | 08.05.1965 | партизан     | активная участница партизанской борьбы на Украине, организатор и одна из руководителей подпольной комсомольско-молодёжной группы «Непокорённая полтавчанка»                                                                                              | —                                 | 22.11.1918 — 26.05.1942        | ——                              |
| 2     | Уваров Василий Тимофеевич укр. Уваров Василь Тимофійович                             | 24.12.1943 | артиллерия   | командир огневого взвода 1180-го истребительно-противотанкового артиллерийского полка 13-й отдельной истребительно-противотанковой бригады РГК в составе 2-й танковой армии Центрального фронта                                                          | младший лейтенант                 | 09.01.1919 — 09.07.1943        | [ БС 2 ] [ ГС 2 ] [ НЛ 1 ]      |
| 3     | Уватов Алексей Никитович                                                             | 13.11.1943 | пехота       | командир взвода 202-го гвардейского стрелкового полка 68-й гвардейской стрелковой дивизии 40-й армии Воронежского фронта | гвардии младший лейтенант         | 29.03.1911 — 24.08.1990        | [ БС 2 ] [ ГС 3 ] [ НЛ 2 ]      |
| 4     | Увачан Иннокентий Петрович                                                           | 22.02.1944 | связисты     | повозочный роты связи 276-го гвардейского стрелкового полка 92-й гвардейской стрелковой дивизии 37-й армии Степного фронта | гвардии красноармеец              | 02.10.1919 — 14.12.1943        | [ БС 2 ] [ ГС 4 ] [ НЛ 3 ]      |
| 5     | Уганин Семён Артемьевич                                                              | 13.09.1944 | артиллерия   | командир миномётного расчёта 360-го стрелкового полка 74-й стрелковой дивизии 40-й армии 2-го Украинского фронта | старший сержант                   | 07.01.1924 — 18.07.1959        | [ БС 2 ] [ ГС 5 ] [ НЛ 4 ]      |
| 6     | Угаров Михаил Владимирович                                                           | 29.10.1943 | пехота       | командир отделения роты автоматчиков 1318-го стрелкового полка 163-й стрелковой дивизии 38-й армии Воронежского фронта | сержант                           | 20.11.1913 — 23.08.1974        | [ БС 2 ] [ ГС 6 ] [ НЛ 5 ]      |
| 7     | Угловский Анатолий Ефимович                                                          | 04.06.1944 | артиллерия   | номер расчёта противотанкового ружья 429-го истребительно-противотанкового дивизиона 306-й стрелковой дивизии 43-й армии 1-го Прибалтийского фронта | красноармеец                      | 24.07.1923 — 20.12.1943        | [ БС 3 ] [ ГС 7 ] [ НЛ 6 ]      |
| 8     | Угловский Михаил Николаевич                                                          | 21.09.1943 | артиллерия   | командир 122-го гвардейского артиллерийского полка 51-й гвардейской стрелковой дивизии 6-й гвардейской армии Воронежского фронта | гвардии майор                     | 19.11.1911 — 08.08.1943        | [ БС 4 ] [ ГС 8 ] [ НЛ 7 ]      |
| 9     | Угначёв Фёдор Антонович                                                              | 06.04.1945 | пехота       | командир отделения 1052-го стрелкового полка 301-й стрелковой дивизии 5-й ударной армии 1-го Белорусского фронта | старшина                          | 02.01.1913 — 18.04.1986        | [ БС 4 ] [ ГС 9 ] [ НЛ 8 ]      |
| 10    | Угрюмов Николай Степанович                                                           | 15.01.1940 | пехота       | командир батальона 252-го стрелкового полка 70-й стрелковой дивизии 7-й армии | капитан                           | 18.08.1902 — 02.02.1982        | ——                              |
| 11    | Угрюмов Спартак Васильевич                                                           | 24.03.1945 | пехота       | командир взвода 973-го стрелкового полка 270-й стрелковой дивизии 6-й гвардейской армии 1-го Прибалтийского фронта | лейтенант                         | 22.07.1924 — 10.08.1982        | [ БС 4 ] [ ГС 11 ] [ НЛ 9 ]     |
| 12    | Удалов Василий Александрович                                                         | 23.09.1944 | танкист      | командир взвода тяжёлых танков ИС-2 71-го гвардейского отдельного тяжёлого танкового полка 6-го гвардейского танкового корпуса 3-й гвардейской танковой армии 1-го Украинского фронта                                                                    | гвардии старший лейтенант         | 08.04.1918 — 29.01.2002        | [ БС 4 ] [ ГС 12 ] [ НЛ 10 ]    |
| 13    | Удалов Иван Иванович                                                                 | 23.09.1944 | артиллерия   | командир самоходной артиллерийской установки СУ-76 1451-го самоходного артиллерийского полка 25-го танкового корпуса 13-й армии 1-го Украинского фронта                                                                                                  | младший лейтенант                 | 1924 — 28.03.1944              | [ БС 4 ] [ ГС 13 ] [ НЛ 11 ]    |
| 14    | Удальцов Ефим Григорьевич                                                            | 06.03.1945 | авиация      | заместитель командира эскадрильи 47-го штурмового авиационного полка 11-й штурмовой авиационной дивизии ВВС Балтийского флота | старший лейтенант                 | 28.09.1922 — 07.12.1973        | [ БС 4 ] [ ГС 14 ] [ НЛ 12 ]    |
| 15    | Ударов Николай Иванович                                                              | 07.04.1940 | артиллерия   | командир орудия 20-го лёгкого артиллерийского полка 17-й мотострелковой дивизии 13-й армии Северо-Западного фронта | отделенный командир               | 22.07.1914 — 23.04.1969        | [ БС 5 ] [ ГС 15 ] [ НЛ 13 ]    |
| 16    | Ударцев Григорий Андреевич                                                           | 21.07.1944 | пехота       | старший адъютант батальона 363-го стрелкового полка 114-й стрелковой дивизии 7-й армии Карельского фронта | капитан                           | 24.04.1919 — 21.06.1984        | [ БС 6 ] [ ГС 16 ] [ НЛ 14 ]    |
| 17    | Удачин Василий Васильевич                                                            | 15.05.1946 | авиация      | заместитель командира эскадрильи 33-го гвардейского штурмового авиационного полка 3-й гвардейской штурмовой авиационной дивизии 9-го штурмового авиационного корпуса 16-й воздушной армии 1-го Белорусского фронта                                       | гвардии старший лейтенант         | 16.01.1923 — 26.04.1980        | [ БС 6 ] [ ГС 17 ] [ НЛ 15 ]    |
| 18    | Удов Степан Иванович                                                                 | 10.04.1945 | танкист      | командир отделения взвода разведки роты управления 54-й гвардейской танковой бригады 7-го гвардейского танкового корпуса 3-й гвардейской танковой армии 1-го Украинского фронта                                                                          | гвардии сержант                   | 15.06.1924 — 29.05.1989        | [ БС 6 ] [ ГС 18 ] [ НЛ 16 ]    |
| 19    | Удовиченко Александр Трофимович укр. Удовиченко Олександр Трохимович                 | 24.03.1945 | танкист      | командир 202-го танкового батальона 89-й танковой бригады 1-го танкового корпуса 43-й армии 1-го Прибалтийского фронта | майор                             | 17.09.1908 — 25.05.1989        | [ БС 6 ] [ ГС 19 ] [ НЛ 17 ]    |
| 20    | Удовиченко Иван Максимович                                                           | 19.04.1945 | авиация      | заместитель командира и штурман эскадрильи 75-го гвардейского штурмового авиационного полка 1-й гвардейской штурмовой авиационной дивизии 1-й воздушной армии 3-го Белорусского фронта                                                                   | гвардии старший лейтенант         | 27.09.1922 — 24.03.1945        | [ БС 6 ] [ ГС 20 ] [ НЛ 18 ]    |
| 21    | Удод Иван Михайлович укр. Удод Іван Михайлович                                       | 20.04.1945 | морской флот | заместитель командира отделения противотанковых ружей 384-го отдельного батальона морской пехоты Одесской военно-морской базы Черноморского флота | красноармеец                      | 1920 — 28.03.1944              | [ БС 6 ] [ ГС 21 ] [ НЛ 19 ]    |
| 22    | Удодов Александр Абрамович                                                           | 24.03.1945 | пехота       | автоматчик 997-го стрелкового полка 263-й стрелковой дивизии 51-й армии 4-го Украинского фронта | красноармеец                      | 25.08.1917 — 09.02.1985        | [ БС 6 ] [ ГС 22 ] [ НЛ 20 ]    |
| 23    | Узаков Аблакул Уразбаевич узб. Uzoqov Obloqul                                        | 15.01.1944 | кавалерия    | командир отделения 62-го гвардейского кавалерийского полка 16-й гвардейской кавалерийской дивизии 7-го гвардейского кавалерийского корпуса 61-й армии Центрального фронта                                                                                | гвардии сержант                   | 10.04.1922 — 26.07.1955        | [ БС 7 ] [ ГС 23 ] [ НЛ 21 ]    |
| 24    | Узу Владимир Михайлович                                                              | 24.03.1945 | пехота       | командир пулемётного расчёта 1244-го стрелкового полка 374-й стрелковой дивизии 54-й армии 3-го Прибалтийского фронта | младший сержант                   | 11.07.1924 — 14.09.1978        | [ БС 8 ] [ ГС 24 ] [ НЛ 22 ]    |
| 25    | Уклеба Кирилл Никифорович груз. უკლება კირილე                                        | 27.02.1945 | инженер      | командир 15-го гвардейского отдельного сапёрного эскадрона 14-й гвардейской кавалерийской дивизии 7-го гвардейского кавалерийского корпуса 1-го Белорусского фронта                                                                                      | гвардии капитан                   | 28.12.1913 — 1997              | [ БС 8 ] [ ГС 25 ] [ НЛ 23 ]    |
| 26    | Уколов Михаил Васильевич                                                             | 13.09.1944 | пехота       | командир роты 861-го стрелкового полка 294-й стрелковой дивизии 52-й армии 2-го Украинского фронта | лейтенант                         | 1917 — 10.02.1944              | [ БС 8 ] [ ГС 26 ] [ НЛ 24 ]    |
| 27    | Украдыженко Иван Порфирьевич укр. Украдиженко Іван Порфирович                        | 22.07.1944 | пехота       | командир гвардейского отдельного учебного батальона 67-й гвардейской стрелковой дивизии 6-й гвардейской армии 1-го Прибалтийского фронта | гвардии капитан                   | 26.12.1914 — 09.07.2003        | [ БС 8 ] [ ГС 27 ] [ НЛ 25 ]    |
| 28    | Уланин Дмитрий Дмитриевич                                                            | 21.02.1945 | артиллерия   | наводчик орудия 1184-го истребительно-противотанкового полка 20-й отдельной истребительно-противотанковой артиллерийской бригады РГК в составе 65-й армии 1-го Белорусского фронта                                                                       | сержант                           | 27.11.1919 — 04.04.1967        | [ БС 8 ] [ ГС 28 ] [ НЛ 26 ]    |
| 29    | Уланов Илья Евстафьевич                                                              | 10.01.1944 | пехота       | старший адъютант батальона 931-го стрелкового полка 240-й стрелковой дивизии 38-й армии Воронежского фронта | капитан                           | 15.08.1911 — 14.06.1986        | [ БС 8 ] [ ГС 29 ] [ НЛ 27 ]    |
| 30    | Улановский Николай Сергеевич укр. Улановський Микола Сергійович                      | 06.04.1945 | пехота       | командир роты 774-го стрелкового полка 222-й стрелковой дивизии 33-й армии 1-го Белорусского фронта | старший лейтенант                 | 14.12.1915 — 18.03.1986        | [ БС 8 ] [ ГС 30 ] [ НЛ 28 ]    |
| 31    | Уласовец Александр Игнатьевич бел. Уласавец Аляксандр Ігнатавіч                      | 26.10.1943 | пехота       | командир 224-го гвардейского стрелкового полка 72-й гвардейской стрелковой дивизии 7-й гвардейской армии Степного фронта | гвардии подполковник              | 08.08.1901 — 23.01.1945        | [ БС 9 ] [ ГС 31 ] [ НЛ 29 ]    |
| 32    | Улитин Иван Семёнович                                                                | 04.02.1944 | авиация      | заместитель командира эскадрильи 116-го истребительного авиационного полка 295-й истребительной авиационной дивизии 9-го смешанного авиационного корпуса 17-й воздушной армии 3-го Украинского фронта                                                    | лейтенант                         | 30.12.1923 — 20.05.1944        | [ БС 10 ] [ ГС 32 ] [ НЛ 30 ]   |
| 33    | Улитин Николай Григорьевич                                                           | 19.03.1944 | пехота       | командир роты 1147-го стрелкового полка 353-й стрелковой дивизии 46-й армии 3-го Украинского фронта | лейтенант                         | 1923 — 02.01.1944              | [ БС 10 ] [ ГС 33 ] [ НЛ 31 ]   |
| 34    | Улицкий Павел Михайлович укр. Улицький Павло Михайлович                              | 31.05.1945 | артиллерия   | командир дивизиона 31-го артиллерийского полка 49-й стрелковой дивизии 33-й армии 1-го Белорусского фронта | капитан                           | 16.07.1923 — 18.09.1996        | [ БС 10 ] [ ГС 34 ] [ НЛ 32 ]   |
| 35    | Улыбин Иван Константинович                                                           | 10.04.1945 | пехота       | командир отделения 25-го гвардейского стрелкового полка 6-й гвардейской стрелковой дивизии 13-й армии 1-го Украинского фронта | гвардии сержант                   | 05.05.1916 — 20.03.1979        | [ БС 10 ] [ ГС 35 ] [ НЛ 33 ]   |
| 36    | Ульбрихт Вальтер нем. Ulbricht Walter Ernst Paul                                     | 29.06.1963 | СЕПГ         | Первый секретарь Центрального комитета Социалистической единой партии Германии, Председатель Государственного совета Германской Демократической Республики                                                                                               | —                                 | 30.06.1893 — 01.08.1973        | ——                              |
| 37    | Ульяненко Нина Захаровна                                                             | 18.08.1945 | авиация      | командир звена 46-го гвардейского ночного бомбардировочного авиационного полка 325-й ночной бомбардировочной авиационной дивизии 4-й воздушной армии 2-го Белорусского фронта                                                                            | гвардии лейтенант                 | 17.12.1923 — 31.08.2005        | [ БС 10 ] [ ГС 37 ] [ НЛ 34 ]   |
| 38    | Ульянин Фёдор Иванович                                                               | 23.08.1944 | пехота       | командир батальона 442-го стрелкового полка 170-й стрелковой дивизии 48-й армии 1-го Белорусского фронта | майор                             | 1915 — 26.06.1944              | [ БС 10 ] [ ГС 38 ] [ НЛ 35 ]   |
| 39    | Ульянов Виталий Андреевич                                                            | 22.02.1944 | артиллерия   | командир орудия взвода 45-мм пушек 280-го гвардейского стрелкового полка 92-й гвардейской стрелковой дивизии 37-й армии Степного фронта | гвардии сержант                   | 23.02.1925 — 14.10.2011        | [ БС 12 ] [ ГС 39 ] [ НЛ 36 ]   |
| 40    | Ульянов Георгий Семёнович                                                            | 24.03.1945 | пехота       | командир пулемётного расчёта 265-го гвардейского стрелкового полка 86-й гвардейской стрелковой дивизии 46-й армии 2-го Украинского фронта | гвардии сержант                   | 30.08.1924 — 10.10.1994        | [ БС 13 ] [ ГС 40 ] [ НЛ 37 ]   |
| 41    | Ульянов Иван Михайлович                                                              | 15.01.1940 | пехота       | разведчик 168-го стрелкового полка 24-й стрелковой дивизии 7-й армии | красноармеец                      | 22.01.1914 — 15.02.1986        | ——                              |
| 42    | Ульянов Иван Федосеевич                                                              | 10.04.1945 | пехота       | командир 385-го стрелкового полка 112-й стрелковой дивизии 13-й армии 1-го Украинского фронта | полковник                         | 08.11.1907 — 11.05.1968        | [ БС 13 ] [ ГС 42 ] [ НЛ 38 ]   |
| 43    | Ульянов Сергей Николаевич                                                            | 15.05.1946 | артиллерия   | командир взвода управления 223-го гвардейского пушечного артиллерийского полка 16-й гвардейской пушечной артиллерийской бригады 2-й артиллерийской дивизии 3-го артиллерийского корпуса прорыва РГК в составе 5-й ударной армии 1-го Белорусского фронта | гвардии старшина                  | 1918 — 26.04.1945              | [ БС 13 ] [ ГС 43 ] [ НЛ 39 ]   |
| 44    | Ульяновский Георгий Георгиевич                                                       | 13.04.1944 | авиация      | командир эскадрильи 872-го штурмового авиационного полка 281-й штурмовой авиационной дивизии 14-й воздушной армии Волховского фронта | капитан                           | 19.01.1918 — 10.11.1993        | [ БС 13 ] [ ГС 44 ] [ НЛ 40 ]   |
| 45    | Уманский Терентий Фомич укр. Уманський Терентій Хомич                                | 29.10.1943 | пехота       | командир 240-й стрелковой дивизии 38-й армии Воронежского фронта | полковник                         | 23.12.1906 — 17.03.1992        | [ БС 13 ] [ ГС 45 ] [ НЛ 41 ]   |
| 46    | Уманский Фёдор Гаврилович укр. Уманський Федір Гаврилович                            | 24.03.1945 | артиллерия   | командир орудия 117-го истребительно-противотанкового артиллерийского полка 7-й отдельной истребительная-противотанковой артиллерийской бригады РГК в составе войск 3-го Украинского фронта                                                              | старший сержант                   | 06.08.1918 — 13.03.1945        | [ БС 13 ] [ ГС 46 ] [ НЛ 42 ]   |
| 47    | Умаров Салих Хусанович узб. Umarov Solih                                             | 31.05.1945 | артиллерия   | командир батареи 80-го артиллерийского полка 76-й стрелковой дивизии 47-й армии 1-го Белорусского фронта | капитан                           | 02.05.1921 — 23.12.1995        | [ БС 14 ] [ ГС 47 ] [ НЛ 43 ]   |
| 48    | Умаров Шадман Умарович узб. Umarov Shodmon                                           | 24.03.1945 | пехота       | командир батальона 266-го гвардейского стрелкового полка 88-й гвардейской стрелковой дивизии 8-й гвардейской армии 1-го Белорусского фронта | гвардии капитан                   | 27.10.1918 — 02.02.1984        | [ БС 15 ] [ ГС 48 ] [ НЛ 44 ]   |
| 49    | Умеркин Абдулхак Сагитович тат. Үмәркин Габделхак Сәгыйть улы                        | 20.06.1942 | артиллерия   | командир батареи 134-го гаубичного артиллерийского полка 172-й стрелковой дивизии Приморской армии | младший лейтенант                 | 31.01.1917 — 16.02.1982        | [ БС 15 ] [ ГС 49 ] [ НЛ 45 ]   |
| 50    | Уммаев Мухажир Магометгериевич                                                       | 05.05.1990 | пехота       | командир роты 179-го гвардейского стрелкового полка 59-й гвардейской стрелковой дивизии 6-й армии 3-го Украинского фронта | старший лейтенант                 | 1922 — 17.02.1948              | [ БС 16 ] [ ГС 50 ] [ НЛ 46 ]   |
| 51    | Умников Андрей Иванович                                                              | 17.04.1943 | танкист      | заместитель командира роты 254-го танкового батальона 50-й танковой бригады 3-го танкового корпуса Юго-Западного фронта | старший лейтенант                 | 10.10.1916 — 11.02.1989        | [ БС 15 ] [ ГС 51 ] [ НЛ 47 ]   |
| 52    | Умурдинов Мухитдин узб. Umrdinov Muhiddin                                            | 04.06.1944 | пехота       | помощник командира взвода 1022-го стрелкового полка 269-й стрелковой дивизии 3-й армии 1-го Белорусского фронта | старший сержант                   | 10.04.1912 — 21.01.1981        | [ БС 15 ] [ ГС 52 ] [ НЛ 48 ]   |
| 53    | Унжаков Алексей Филиппович                                                           | 24.03.1945 | артиллерия   | командир орудия 1620-го лёгкого артиллерийского полка 20-й артиллерийской дивизии прорыва РГК в составе 51-й армии 1-го Прибалтийского фронта | старший сержант                   | 06.08.1923 — 09.04.1994        | [ БС 15 ] [ ГС 53 ] [ НЛ 49 ]   |
| 54    | Уразов Ильяс каз. Оразов Ілияс                                                       | 24.03.1945 | пехота       | командир взвода 572-го стрелкового полка 233-й стрелковой дивизии 57-й армии 3-го Украинского фронта | лейтенант                         | 15.10.1922 — 11.02.1945        | [ БС 15 ] [ ГС 54 ] [ НЛ 50 ]   |
| 55    | Уразов Чутак                                                                         | 24.03.1945 | пехота       | стрелок 375-го стрелкового полка 219-й стрелковой дивизии 3-й ударной армии 2-го Прибалтийского фронта | красноармеец                      | 30.11.1920 — 19.07.1944        | [ БС 15 ] [ ГС 55 ] [ НЛ 51 ]   |
| 56    | Уракбаев Есен Шегреевич каз. Орақбаев Есен Шегірейұлы                                | 24.03.1945 | артиллерия   | командир огневого взвода батареи 45-мм пушек 610-го стрелкового полка 203-й стрелковой дивизии 53-й армии 2-го Украинского фронта | лейтенант                         | 03.07.1922 — 03.01.2002        | [ БС 17 ] [ ГС 56 ] [ НЛ 52 ]   |
| 57    | Урбанавичус Бронислав Викентьевич лит. Urbanavičius Bronislovas (Bronius)            | 02.07.1945 | партизан     | активный участник партизанской борьбы в Литве, командир партизанского отряда имени Костаса Калинаускаса | —                                 | 27.03.1918 — 08.09.1993        | [ БС 18 ] [ ГС 57 ] [ НЛ 53 ]   |
| 58    | Урванцев Яков Ерофеевич                                                              | 29.10.1943 | пехота       | командир взвода 42-го стрелкового полка 180-й стрелковой дивизии 38-й армии Воронежского фронта | младший лейтенант                 | 27.11.1924 — 18.02.1957        | [ БС 18 ] [ ГС 58 ] [ НЛ 54 ]   |
| 59    | Ургенишбаев Идрис каз. Үргенішбаев Ідіріс                                            | 15.01.1944 | пехота       | командир отделения пулемётной роты 467-го стрелкового полка 81-й стрелковой дивизии 61-й армии Центрального фронта | сержант                           | 07.10.1912 — 06.10.1943        | [ БС 18 ] [ ГС 59 ] [ НЛ 55 ]   |
| 60    | Уржунцев Константин Исаакович                                                        | 23.02.1948 | авиация      | командир эскадрильи 171-го гвардейского бомбардировочного авиационного полка 57-й бомбардировочной авиационной дивизии 18-й воздушной армии | гвардии майор                     | 24.12.1908 — 04.03.1977        | [ БС 18 ] [ ГС 60 ] [ НЛ 56 ]   |
| 61    | Урзля Владимир Матвеевич                                                             | 15.05.1946 | артиллерия   | начальник штаба 504-го миномётного полка 40-й миномётной бригады 24-й артиллерийской дивизии прорыва РГК в составе войск 4-го Украинского фронта | майор                             | 20.01.1916 — 28.04.1945        | [ БС 18 ] [ ГС 61 ] [ НЛ 57 ]   |
| 62    | Уруков Виталий Иванович                                                              | 31.05.1945 | пехота       | командир батальона автоматчиков 40-й гвардейской танковой бригады 11-го гвардейского танкового корпуса 1-й гвардейской танковой армии 1-го Белорусского фронта                                                                                           | гвардии майор                     | 08.08.1919 — 29.01.1945        | [ БС 19 ] [ ГС 62 ] [ НЛ 58 ]   |
| 63    | Урушадзе Ной Александрович груз. ურუშაძე ნოე                                         | 03.06.1944 | артиллерия   | разведчик дивизиона 661-го артиллерийского полка 206-й стрелковой дивизии 47-й армии Воронежского фронта | красноармеец                      | 15.03.1920 — 06.10.1943        | [ БС 20 ] [ ГС 63 ] [ НЛ 59 ]   |
| 64    | Урюпин Павел Степанович                                                              | 24.03.1945 | пехота       | разведчик взвода пешей разведки 183-го гвардейского стрелкового полка 59-й гвардейской стрелковой дивизии 46-й армии 2-го Украинского фронта | гвардии красноармеец              | 11.07.1923 — 21.01.2000        | [ БС 20 ] [ ГС 64 ] [ НЛ 60 ]   |
| 65    | Ус Виктор Георгиевич                                                                 | 22.01.1944 | морской флот | рулевой бронекатера 103-го отряда бронекатеров Азовской военной флотилии | гвардии краснофлотец              | 16.09.1920 — 16.01.1992        | [ БС 20 ] [ ГС 65 ] [ НЛ 61 ]   |
| 66    | Ус Иван Маркиянович укр. Ус Іван Маркіянович                                         | 13.09.1944 | пехота       | пулемётчик 929-го стрелкового полка 254-й стрелковой дивизии 52-й армии 2-го Украинского фронта | красноармеец                      | 27.05.1924 — 01.04.1944        | [ БС 20 ] [ ГС 66 ] [ НЛ 62 ]   |
| 67    | Усанин Илья Афанасьевич                                                              | 16.11.1943 | артиллерия   | наводчик орудия 23-го отдельного истребительно-противотанкового дивизиона 132-й стрелковой дивизии 70-й армии Центрального фронта | младший сержант                   | 02.07.1918 — 05.07.1943        | [ БС 20 ] [ ГС 67 ] [ НЛ 63 ]   |
| 68    | Усанов Валентин Александрович                                                        | 24.03.1945 | артиллерия   | командир дивизиона 969-го артиллерийского полка 60-й стрелковой дивизии 47-й армии 1-го Белорусского фронта | майор                             | 01.08.1923 — 26.07.1978        | [ БС 20 ] [ НЛ 64 ]             |
| 69    | Усанов Константин Яковлевич                                                          | 23.09.1944 | пехота       | командир моторизованного батальона автоматчиков 44-й гвардейской танковой бригады 11-го гвардейского танкового корпуса 1-й гвардейской танковой армии 1-го Украинского фронта                                                                            | гвардии капитан                   | 04.11.1914 — 13.08.1944        | [ БС 20 ] [ ГС 68 ] [ НЛ 65 ]   |
| 70    | Усатый Григорий Яковлевич укр. Усатий Григорій Якович                                | 29.06.1945 | пехота       | командир роты 238-го стрелкового полка 186-й стрелковой дивизии 65-й армии 2-го Белорусского фронта | старший лейтенант                 | 16.01.1916 — 26.09.1966        | [ БС 21 ] [ ГС 69 ] [ НЛ 66 ]   |
| 71    | Усатюк Иван Романович                                                                | 26.10.1944 | артиллерия   | наводчик орудия батареи 76-мм пушек 1018-го стрелкового полка 269-й стрелковой дивизии 3-й армии 1-го Белорусского фронта | сержант                           | 24.06.1917 — 12.04.1986        | [ БС 22 ] [ ГС 70 ] [ НЛ 67 ]   |
| 72    | Усачёв Михаил Иванович                                                               | 24.03.1945 | пехота       | пулемётчик 1266-го стрелкового полка 385-й стрелковой дивизии 50-й армии 2-го Белорусского фронта | красноармеец                      | 1901 — 1945 (пропал без вести) | [ БС 22 ] [ ГС 71 ] [ НЛ 68 ]   |
| 73    | Усачёв Филипп Александрович                                                          | 20.04.1945 | авиация      | командир 15-го отдельного разведывательного авиационного полка ВВС Балтийского флота | подполковник                      | 01.10.1908 — 23.10.1976        | [ БС 22 ] [ ГС 72 ] [ НЛ 69 ]   |
| 74    | Усенбеков Калийнур Усенбекович кирг. Үсөнбеков Калыйнур                              | 31.05.1945 | комиссар     | парторг батальона 1008-го стрелкового полка 266-й стрелковой дивизии 5-й ударной армии 1-го Белорусского фронта | старший лейтенант                 | 23.09.1921 — 09.12.2003        | [ БС 22 ] [ ГС 73 ] [ НЛ 70 ]   |
| 75    | Усенко Евгений Иванович укр. Усенко Євген Іванович                                   | 21.07.1944 | танкист      | командир танковой роты 27-го гвардейского отдельного танкового полка Ленинградского фронта | гвардии старший лейтенант         | 28.02.1915 — 05.09.1989        | [ БС 22 ] [ ГС 74 ] [ НЛ 71 ]   |
| 76    | Усенко Иван Архипович укр. Усенко Іван Архипович                                     | 24.03.1945 | пехота       | командир пулемётного расчёта пулемётной роты 140-го гвардейского стрелкового полка 47-й гвардейской стрелковой дивизии 8-й гвардейской армии 1-го Белорусского фронта                                                                                    | гвардии сержант                   | 25.09.1925 — 23.02.1997        | [ БС 22 ] [ ГС 75 ] [ НЛ 72 ]   |
| 77    | Усенко Иван Романович укр. Усенко Іван Романович                                     | 27.06.1945 | пехота       | командир пулемётного расчёта 294-го гвардейского стрелкового полка 97-й гвардейской стрелковой дивизии 5-й гвардейской армии 1-го Украинского фронта | гвардии младший сержант           | 24.01.1924 — 09.03.1998        | [ БС 22 ] [ ГС 76 ] [ НЛ 73 ]   |
| 78    | Усенко Константин Степанович укр. Усенко Костянтин Степанович                        | 05.11.1944 | авиация      | командир эскадрильи 12-го гвардейского пикировочно-бомбардировочного авиационного полка 8-й минно-торпедной авиационной дивизии ВВС Балтийского флота | гвардии капитан                   | 20.04.1920 — 03.05.2004        | [ БС 22 ] [ ГС 77 ] [ НЛ 74 ]   |
| 79    | Усенко Леонтий Егорович укр. Усенко Леонтій Єгорович                                 | 13.11.1943 | пехота       | командир взвода роты автоматчиков 931-го стрелкового полка 240-й стрелковой дивизии 38-й армии Воронежского фронта | лейтенант                         | 09.06.1917 — 16.02.1990        | [ БС 23 ] [ ГС 78 ] [ НЛ 75 ]   |
| 80    | Усенко Николай Витальевич                                                            | 23.05.1966 | комиссар     | заместитель по политической части командира атомной подводной лодки К-133 3-й дивизии 1-й флотилии подводных лодок Северного флота | капитан 2-го ранга                | 16.12.1927 — 24.03.2015        | ——                              |
| 81    | Усенко Николай Ильич                                                                 | 10.01.1944 | связисты     | телефонист батальона 8-го гвардейского воздушно-десантного полка 3-й гвардейской воздушно-десантной дивизии 60-й армии Воронежского фронта | гвардии красноармеец              | 22.12.1924 — 21.03.1996        | [ БС 24 ] [ ГС 80 ] [ НЛ 76 ]   |
| 82    | Усенов Абдулла (Усенов Абдула) каз. Үсенов Абдолла                                   | 25.08.1944 | инженер      | сапёр 159-го отдельного сапёрного батальона 112-й стрелковой дивизии 60-й армии 1-го Украинского фронта | красноармеец                      | 18.07.1924 — 07.12.1943        | [ БС 24 ] [ ГС 81 ] [ НЛ 77 ]   |
| 83    | Усик Иван Павлович укр. Усик Іван Павлович                                           | 24.03.1945 | танкист      | командир танковой роты 22-й гвардейской танковой бригады 5-го гвардейского танкового корпуса 6-й танковой армии 2-го Украинского фронта | гвардии старший лейтенант         | 11.10.1918 — 20.03.1970        | [ БС 24 ] [ ГС 82 ] [ НЛ 78 ]   |
| 84    | Усик Моисей Тимофеевич укр. Усик Мойсей Тимофійович                                  | 17.10.1943 | пехота       | снайпер 574-го стрелкового полка 121-й стрелковой дивизии 60-й армии Центрального фронта | младший сержант                   | 20.12.1899 — 08.01.1944        | [ БС 24 ] [ ГС 83 ] [ НЛ 79 ]   |
| 85    | Усилов Иван Александрович                                                            | 03.06.1944 | инженер      | командир взвода 388-го отдельного сапёрного батальона 218-й стрелковой дивизии 47-й армии Воронежского фронта | младший лейтенант                 | 1922 — 27.09.1943              | [ БС 25 ] [ ГС 84 ] [ НЛ 80 ]   |
| 86    | Усков Василий Михайлович                                                             | 14.02.1943 | авиация      | командир эскадрильи 234-го истребительного авиационного полка 105-й истребительной авиационной дивизии Ростовского дивизионного района ПВО | капитан                           | 30.01.1911 — 15.03.2006        | [ БС 26 ] [ ГС 85 ] [ НЛ 81 ]   |
| 87    | Усманов Джурахан (Усманов Джуразан) узб. Usmonov Joʻraxon                            | 15.01.1944 | пехота       | помощник командира взвода 237-го стрелкового полка 69-й стрелковой дивизии 65-й армии Центрального фронта | старший сержант                   | 12.02.1923 — 14.02.1945        | [ БС 26 ] [ ГС 86 ] [ НЛ 82 ]   |
| 88    | Усманов Ислам узб. Usmonov Islom                                                     | 22.02.1944 | пехота       | командир отделения 1118-го стрелкового полка 333-й стрелковой дивизии 6-й армии 3-го Украинского фронта | младший сержант                   | 1922 — 13.01.1944              | [ БС 26 ] [ ГС 87 ] [ НЛ 83 ]   |
| 89    | Усов Виктор Михайлович укр. Усов Віктор Михайлович                                   | 06.05.1965 | пограничник  | начальник 3-й пограничной заставы 86-го пограничного отряда Белорусского пограничного округа Пограничных войск НКВД СССР | лейтенант                         | 22.12.1916 — 22.06.1941        | ——                              |
| 90    | Усов Владимир Александрович                                                          | 24.08.1991 | —            | активный участник протестного движения против действий Государственного комитета по чрезвычайному положению во время Августовского путча | —                                 | 16.03.1954 — 21.08.1991        | ——                              |
| 91    | Усов Никифор Прокопьевич                                                             | 10.01.1944 | связисты     | помощник командира взвода связи 615-го стрелкового полка 167-й стрелковой дивизии 38-й армии Воронежского фронта | сержант                           | 23.05.1922 — 23.02.1992        | [ БС 26 ] [ ГС 90 ] [ НЛ 84 ]   |
| 92    | Усов Павел Васильевич                                                                | 15.01.1940 | инженер      | командир взвода 7-го понтонно-мостового батальона 7-й армии | младший лейтенант                 | 27.01.1917 — 25.11.1942        | ——                              |
| 93    | Устименко Степан Яковлевич укр. Устименко Степан Якович                              | 26.04.1944 | пехота       | исполняющий обязанности командира отдельной разведывательной роты 20-й гвардейской механизированной бригады 8-го гвардейского механизированного корпуса 1-й танковой армии 1-го Украинского фронта                                                       | гвардии младший лейтенант         | 29.05.1917 — 20.04.1945        | [ БС 26 ] [ ГС 92 ] [ НЛ 85 ]   |
| 94    | Устинов Александр Данилович                                                          | 31.05.1945 | артиллерия   | командир орудия батареи 76-мм пушек 10-го гвардейского кавалерийского полка 3-й гвардейской кавалерийской дивизии 2-го гвардейского кавалерийского корпуса 1-го Белорусского фронта                                                                      | гвардии сержант                   | 1920 — 03.02.1945              | [ БС 26 ] [ ГС 93 ] [ НЛ 86 ]   |
| 95    | Устинов Дмитрий Фёдорович                                                            | 27.10.1978 | маршал       | министр обороны СССР | Маршал Советского Союза           | 30.10.1908 — 20.12.1984        | ——                              |
| 96    | Устинов Иван Макарович                                                               | 05.05.1945 | пехота       | командир 21-го гвардейского стрелкового полка 5-й гвардейской стрелковой дивизии 11-й гвардейской армии 3-го Белорусского фронта | гвардии майор                     | 15.09.1917 — 07.06.1985        | [ БС 27 ] [ ГС 95 ] [ НЛ 87 ]   |
| 97    | Устинов Иван Тимофеевич                                                              | 24.12.1943 | артиллерия   | командир батареи 1664-го истребительно-противотанкового артиллерийского полка РГК в составе 27-й армии Воронежского фронта | старший лейтенант                 | 28.09.1922 — 18.04.1952        | [ БС 27 ] [ ГС 96 ] [ НЛ 88 ]   |
| 98    | Устинов Семён Иванович                                                               | 17.10.1943 | пехота       | командир взвода 241-го гвардейского стрелкового полка 75-й гвардейской стрелковой дивизии 60-й армии Центрального фронта | гвардии младший лейтенант         | 05.09.1912 — 29.09.1944        | [ БС 27 ] [ ГС 97 ] [ НЛ 89 ]   |
| 99    | Устинов Степан Григорьевич                                                           | 16.10.1943 | пехота       | разведчик 205-го гвардейского стрелкового полка 70-й гвардейской стрелковой дивизии 13-й армии Центрального фронта | гвардии красноармеец              | 14.01.1911 — 24.09.1943        | [ БС 27 ] [ ГС 98 ] [ НЛ 90 ]   |
| 100   | Устюжанин Яков Маркович                                                              | 21.07.1942 | пехота       | командир взвода 260-й отдельной разведывательной роты 188-й стрелковой дивизии 11-й армии Северо-Западного фронта | младший лейтенант                 | 1918 — 16.05.1942              | [ БС 27 ] [ ГС 99 ] [ НЛ 91 ]   |
| 101   | Утев Егор Васильевич                                                                 | 22.02.1942 | пехота       | стрелок 307-го гвардейского стрелкового полка 110-й гвардейской стрелковой дивизии 37-й армии Степного фронта | гвардии ефрейтор                  | 01.02.1925 — 22.10.1943        | [ БС 27 ] [ ГС 100 ] [ НЛ 92 ]  |
| 102   | Утин Александр Васильевич                                                            | 29.05.1945 | генерал      | командир 6-го гвардейского истребительного авиационного корпуса 2-й воздушной армии 1-го Украинского фронта | гвардии генерал-лейтенант авиации | 13.04.1906 — 23.01.1950        | [ БС 28 ] [ ГС 101 ] [ НЛ 93 ]  |
| 103   | Утин Андрей Иванович                                                                 | 15.01.1944 | пехота       | помощник командира отделения пулемётной роты 1185-го стрелкового полка 356-й стрелковой дивизии 61-й армии Центрального фронта | ефрейтор                          | 07.01.1899 — 29.11.1965        | [ БС 29 ] [ ГС 102 ] [ НЛ 94 ]  |
| 104   | Утин Василий Ильич                                                                   | 27.03.1942 | комиссар     | комсорг и автоматчик 14-й мотострелковой роты 95-го пограничного полка особого назначения войск НКВД СССР по охране тыла Южного фронта | заместитель политрука             | 17.12.1918 — 10.12.1941        | [ БС 29 ] [ ГС 103 ] [ НЛ 95 ]  |
| 105   | Уткин Валерий Степанович                                                             | 23.08.1944 | пехота       | командир роты 740-го стрелкового полка 217-й стрелковой дивизии 48-й армии 1-го Белорусского фронта | старший лейтенант                 | 01.01.1922 — 25.06.1944        | [ БС 29 ] [ ГС 104 ] [ НЛ 96 ]  |
| 106   | Уткин Евгений Дмитриевич                                                             | 10.04.1945 | танкист      | командир танковой роты 93-й отдельной танковой бригады 4-й танковой армии 1-го Украинского фронта | лейтенант                         | 22.06.1924 — 20.02.1945        | [ БС 29 ] [ ГС 105 ] [ НЛ 97 ]  |
| 107   | Уткин Евгений Иванович                                                               | 29.06.1945 | авиация      | заместитель командира эскадрильи 996-го штурмового авиационного полка 224-й штурмовой авиационной дивизии 8-го штурмового авиационного корпуса 8-й воздушной армии 4-го Украинского фронта                                                               | старший лейтенант                 | 28.01.1919 — 31.05.1986        | [ БС 29 ] [ ГС 106 ] [ НЛ 98 ]  |
| 108   | Уткин Илья Ильич                                                                     | 20.12.1943 | артиллерия   | командир взвода 45-мм пушек 24-го гвардейского воздушно-десантного полка 10-й гвардейской воздушно-десантной дивизии 37-й армии Степного фронта | гвардии старшина                  | 05.09.1909 — 29.09.1947        | [ БС 29 ] [ ГС 107 ] [ НЛ 99 ]  |
| 109   | Уткин Илья Никифорович                                                               | 23.10.1943 | пехота       | командир отделения взвода пешей разведки 957-го стрелкового полка 309-й стрелковой дивизии 40-й армии Воронежского фронта | старший сержант                   | 1922 — 28.05.1944              | [ БС 30 ] [ ГС 108 ] [ НЛ 100 ] |
| 110   | Утягулов Зубай Тухватович (Утягулов Зубай Тухбатович) баш. Үтәғолов Зөбәй Төхвәт улы | 31.03.1943 | пехота       | стрелок 130-го гвардейского стрелкового полка 44-й гвардейской стрелковой дивизии 1-й гвардейской армии Юго-Западного фронта | гвардии красноармеец              | 15.09.1913 — 15.01.1943        | [ БС 31 ] [ ГС 109 ] [ НЛ 101 ] |
| 111   | Уфимцев Константин Григорьевич                                                       | 22.02.1944 | связисты     | старший телефонист штабной батареи 131-го гвардейского артиллерийского полка 62-й гвардейской стрелковой дивизии 37-й армии Степного фронта | гвардии красноармеец              | 21.05.1910 — 14.07.1983        | [ БС 31 ] [ ГС 110 ] [ НЛ 102 ] |
| 112   | Уфимцев Сергей Кириллович                                                            | 26.10.1943 | инженер      | командир отделения 387-го отдельного сапёрного батальона 213-й стрелковой дивизии 7-й гвардейской армии Степного фронта | старший сержант                   | 1921 — 14.04.1944              | [ БС 31 ] [ ГС 111 ] [ НЛ 103 ] |
| 113   | Ухабов Валерий Иванович                                                              | 10.11.1983 | пограничник  | командир десантно-штурмовой манёвренной группы 67-го Кара-Калинского пограничного отряда Среднеазиатского пограничного округа Пограничных войск КГБ СССР                                                                                                 | подполковник                      | 05.02.1938 — 12.10.1983        | ——                              |
| 114   | Ухо Илья Игнатьевич                                                                  | 22.02.1944 | артиллерия   | командир миномётного взвода 276-го гвардейского стрелкового полка 92-й гвардейской стрелковой дивизии 37-й армии Степного фронта | гвардии старший сержант           | 1923 — 03.03.1944              | [ БС 31 ] [ ГС 113 ] [ НЛ 104 ] |
| 115   | Ушаков Александр Кириллович                                                          | 24.05.1944 | артиллерия   | командир самоходной артиллерийской установки СУ-85 1-го гвардейского самоходного артиллерийского полка 6-го гвардейского механизированного корпуса 4-й танковой армии 1-го Украинского фронта                                                            | старший сержант                   | 24.02.1920 — 30.10.1992        | [ БС 31 ] [ ГС 114 ] [ НЛ 105 ] |
| 116   | Ушаков Василий Константинович                                                        | 03.06.1944 | артиллерия   | старшина миномётной батареи 28-й гвардейской мотострелковой бригады 8-го гвардейского танкового корпуса 40-й армии 1-го Украинского фронта | гвардии старшина                  | 22.07.1912 — 21.10.1943        | [ БС 32 ] [ ГС 115 ] [ НЛ 106 ] |
| 117   | Ушаков Виктор Георгиевич                                                             | 23.11.1942 | авиация      | командир эскадрильи 150-го бомбардировочного авиационного полка 1-й особой авиационной группы | капитан                           | 01.03.1914 — 05.11.1956        | [ БС 33 ] [ ГС 116 ] [ НЛ 107 ] |
| 118   | Ушаков Дмитрий Андреевич                                                             | 26.10.1943 | инженер      | командир 48-го отдельного инженерно-сапёрного батальона 60-й инженерно-сапёрной бригады РГК в составе 7-й гвардейской армии Степного фронта | майор                             | 23.10.1919 — 04.11.2011        | [ БС 33 ] [ ГС 117 ] [ НЛ 108 ] |
| 119   | Ушаков Михаил Филиппович                                                             | 21.03.1940 | танкист      | командир взвода 6-го танкового батальона 13-й лёгкой танковой бригады 7-й армии Северо-Западного фронта | лейтенант                         | 12.04.1918 — 06.10.1942        | ——                              |
| 120   | Ушаков Николай Григорьевич                                                           | 31.05.1945 | артиллерия   | командир 35-й гвардейской миномётной бригады РГК в составе 33-й армии 1-го Белорусского фронта | гвардии полковник                 | 17.07.1902 — 09.08.1968        | [ БС 33 ] [ ГС 119 ] [ НЛ 109 ] |
| 121   | Ушаков Пётр Алексеевич                                                               | 22.02.1944 | артиллерия   | командир миномётного расчёта 267-го гвардейского стрелкового полка 89-й гвардейской стрелковой дивизии 37-й армии Степного фронта | гвардии младший сержант           | 1922 — 13.01.1944              | [ БС 33 ] [ ГС 120 ] [ НЛ 110 ] |
| 122   | Ушаков Сергей Фёдорович                                                              | 27.07.1943 | авиация      | штурман эскадрильи 746-го авиационного полка 45-й авиационной дивизии Авиации дальнего действия | подполковник                      | 11.06.1908 — 13.03.1986        | [ БС 33 ] [ ГС 121 ] [ НЛ 111 ] |
| 123   | Ушаков Степан Лаврентьевич                                                           | 03.06.1944 | пехота       | командир взвода пешей разведки 1210-го стрелкового полка 362-й стрелковой дивизии 3-й армии Белорусского фронта | старший сержант                   | 06.12.1909 — 28.10.1965        | [ БС 33 ] [ ГС 122 ] [ НЛ 112 ] |
| 124   | Ушанев Сергей Михайлович                                                             | 10.04.1945 | пехота       | командир взвода 337-го гвардейского стрелкового полка 121-й гвардейской стрелковой дивизии 13-й армии 1-го Украинского фронта | гвардии лейтенант                 | 14.10.1922 — 27.11.1989        | [ БС 34 ] [ ГС 123 ] [ НЛ 113 ] |
| 125   | Ушков Дмитрий Константинович                                                         | 21.07.1944 | пехота       | стрелок 98-го стрелкового полка 10-й стрелковой дивизии 23-й армии Ленинградского фронта | ефрейтор                          | 20.06.1922 — 13.06.1944        | [ БС 35 ] [ ГС 124 ] [ НЛ 114 ] |
| 126   | Ушполис Григорий Саульевич                                                           | 24.03.1945 | артиллерия   | командир орудия батареи 76-мм пушек 249-го стрелкового полка 16-й стрелковой дивизии 2-й гвардейской армии 1-го Прибалтийского фронта | ефрейтор                          | 26.12.1923 — 1997              | [ БС 35 ] [ ГС 125 ] [ НЛ 115 ] |
| 127   | Ущев Борис Петрович                                                                  | 22.02.1944 | морской флот | командир 2-го отряда торпедных катеров 1-го гвардейского дивизиона торпедных катеров бригады торпедных катеров Балтийского флота | гвардии капитан-лейтенант         | 31.03.1915 — 13.03.1996        | [ БС 35 ] [ ГС 126 ] [ НЛ 116 ] |